# Glenn Gould
Glenn Gould, född 25 september 1932, död 4 oktober 1982, var en framstående kanadensisk klassisk pianist. Han är kanske mest känd för sina inspelningar av musik av Johann Sebastian Bach. Gould komponerade även egen musik, som en stråkkvartett i g-moll.
Goulds stora genombrott kom med hans skivinspelning av Bachs Goldbergvariationer 1955. Den var då en av de mest köpta skivorna med klassisk musik (40 000 exemplar 1960). 1981 gjorde han en ny inspelning av verket, en av de första digitala på CBS Masterworks. Den hade år 2000 sålts i mer än två miljoner exemplar.
Gould upphörde att spela inför publik när han var 32 år gammal. Istället tolkade han den klassiska musiken på skiva, och hade oerhört högt ställda krav på sig själv innan en skiva publicerades. Bachs Wohltemperiertes Klavier spelade han in flera gånger men var aldrig helt nöjd med sitt arbete där. Gould var en mycket excentrisk person, en fanatisk hypokondriker, som var mer eller mindre beroende av att hålla sig varm vilket gjorde att han klädde sig i rock, halsduk och vantar mitt i sommaren. Han var dessutom en riktig nattuggla som sällan gick upp före fem på eftermiddagen.
Han dog 1982 i en ålder av 50 år följd av en stroke.

## Galleri

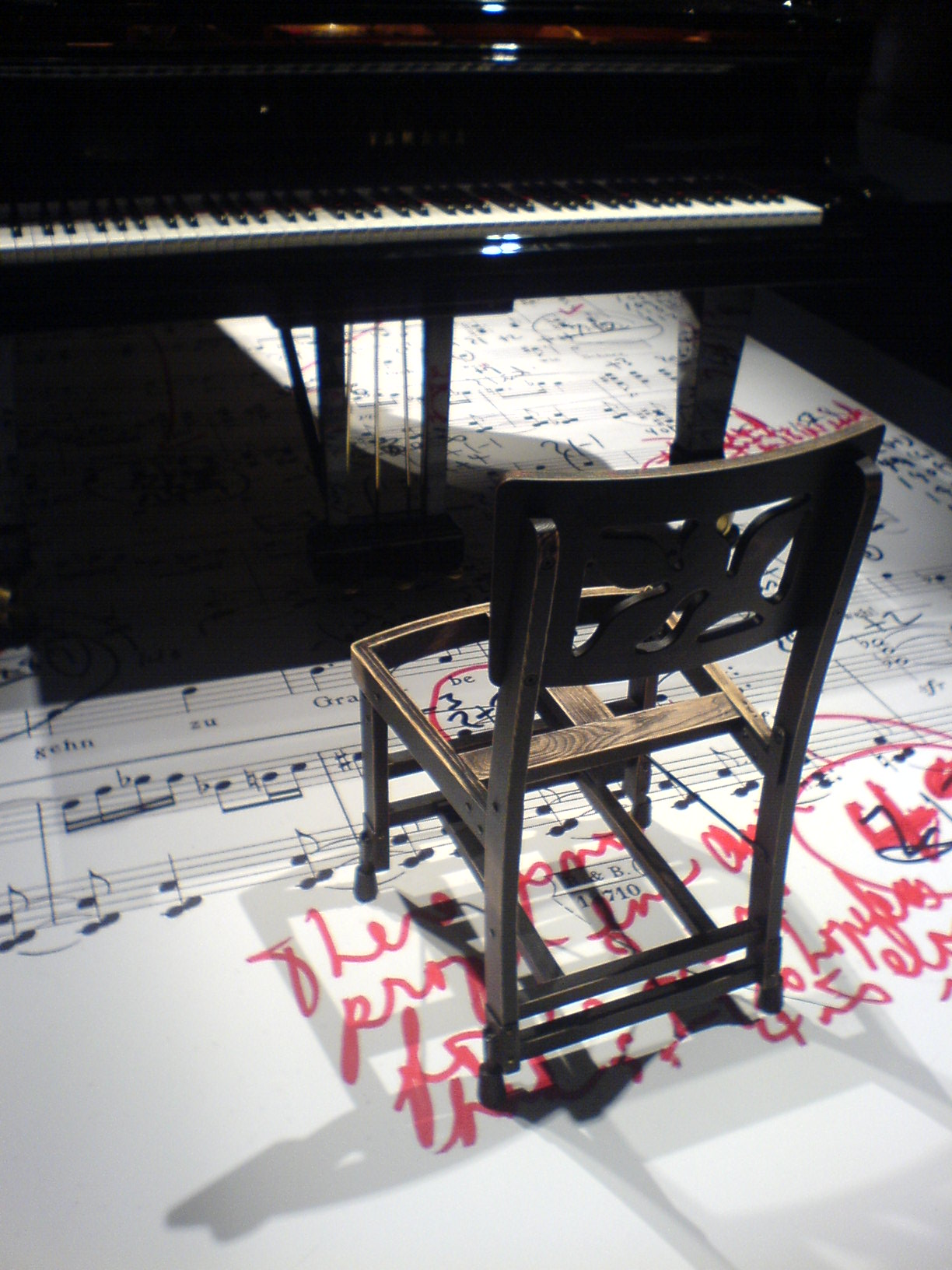
En replika av Glenn Goulds berömda stol, som han alltid använde sedan en olycka i 10-årsåldern.
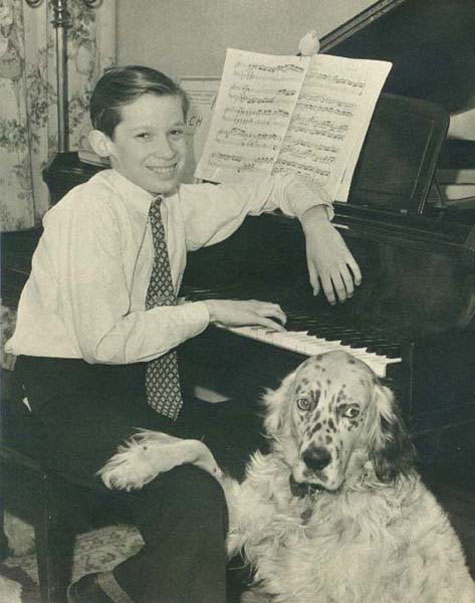
Glenn Gould vid sitt piano, och sin parakit Mozart  och hund 1946.

### Fotnoter
1. 1 2  Encyclopædia Britannica, Encyclopædia Britannica Online-ID: biography/Glenn-Gouldtopic/Britannica-Online, läst: 9 oktober 2017.[källa från Wikidata]
2. 1 2  SNAC, SNAC Ark-ID: w6mw2jrm, läs online, läst: 9 oktober 2017.[källa från Wikidata]
3. 1 2  Find a Grave, Find A Grave-ID: 2128, läs online, läst: 9 oktober 2017.[källa från Wikidata]
4. ↑  Gemeinsame Normdatei, läst: 11 december 2014.[källa från Wikidata]
5. ↑  Gemeinsame Normdatei, läst: 31 december 2014.[källa från Wikidata]
6. ↑  Find a Grave, läs online, läst: 30 juni 2024.[källa från Wikidata]
7. ↑  Footlights (på engelska), The New York Times, 3 september 2002, läs online.[källa från Wikidata]
8. ↑  A Disorder That Stops the Music (på engelska), The New York Times, 14 mars 2012, läs online.[källa från Wikidata]
9. ↑  GLENN GOULD, PIANIST, IS DEAD; SAW RECORDINGS AS ART FORM (på engelska), The New York Times, 5 oktober 1982, läs online.[källa från Wikidata]
10. 1 2 3  abART, abART person-ID: 146307, läst: 1 april 2021.[källa från Wikidata]
11. ↑  Glenn Gould (på engelska), Los Angeles Times, läs online.[källa från Wikidata]
12. ↑  Tjeckiska nationalbibliotekets databas, NKC-ID: jn19990002795, läst: 15 december 2022.[källa från Wikidata]
13. ↑  läs online, canadacouncil.ca .[källa från Wikidata]
14. ↑  Directory of Federal Heritage Designations, National Historic People-ID: 13171, läs online och läs online.[källa från Wikidata]